# Palestine Airways

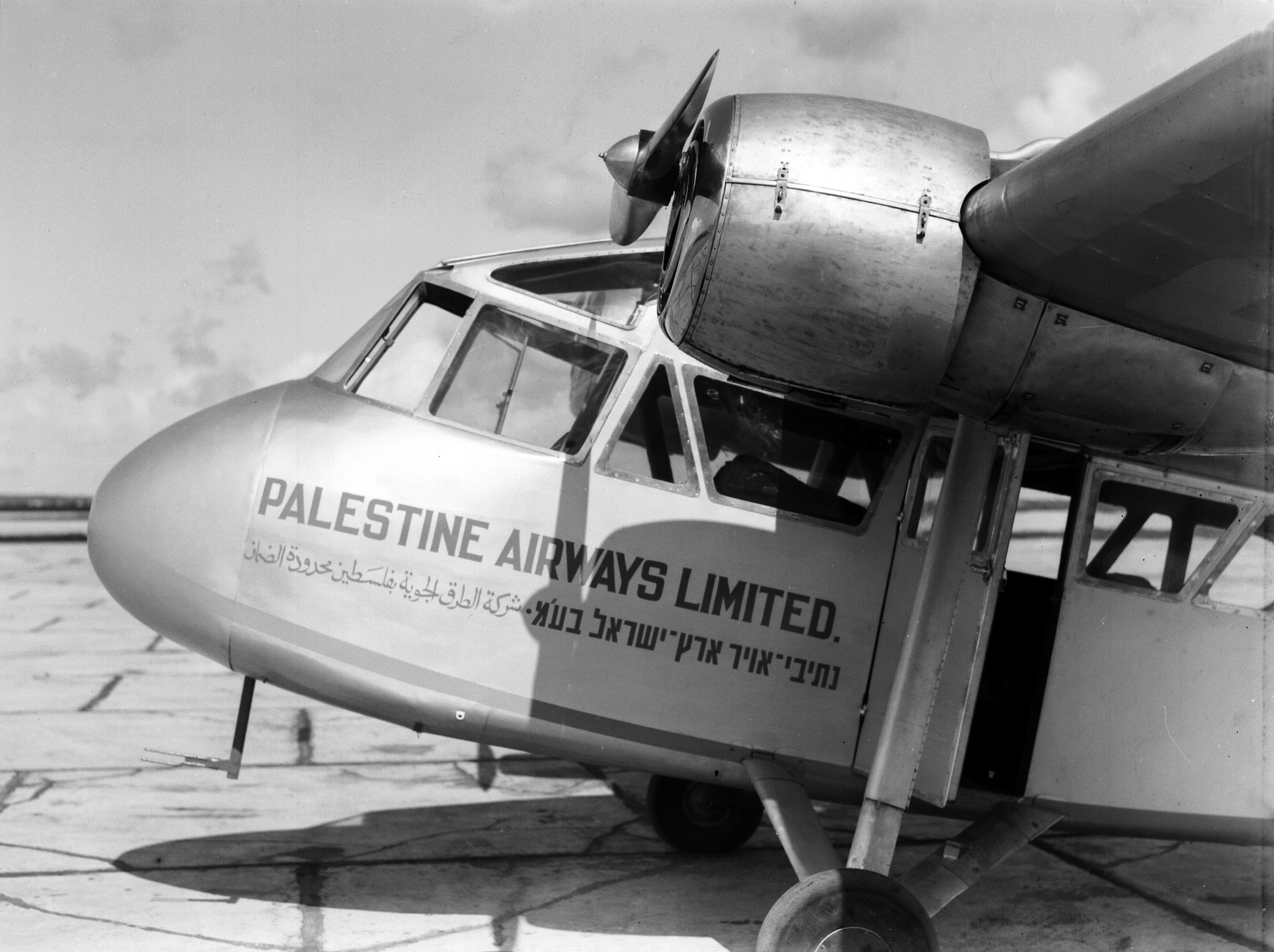
Avión de Palestine Airways.

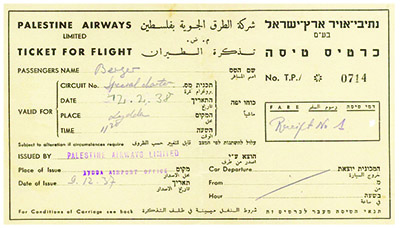
Pasaje de Palestine Airways, 1937.

Palestine Airways (en hebreo: נתיבי-אוויר ארץ ישראל‎, romanizado: Netivei Avir Eretz Yisrael) (en árabe: الخطوط الجوية الفلسطينية) fue una aerolínea fundada por el judío Pinhas Rutenberg, en el Mandato británico de Palestina, junto con el sindicato Histadrut y la Agencia Judía para la Tierra de Israel.
En 1937, el Ministerio del Aire del Gobierno del Reino Unido, se hizo cargo de la aerolínea, con la intención de que esta finalmente volviera a manos privadas.
Entre julio de 1937 y agosto de 1940, la aerolínea operó bajo la égida de la corporación británica Imperial Airways.
A lo largo de los años, Palestine Airways transportó a miles de pasajeros, siendo su mejor año 1938, con un total de 6400 pasajeros.

## Historia
La aerolínea se registró como una compañía de aviación privada el 18 de diciembre de 1934, con la asistencia de Imperial Airways, cuya tripulación pilotaba y daba servicio a la aeronave y se encargaba del check-in de los pasajeros. Con base en Haifa, el 11 de agosto de 1937 inició vuelos comerciales 3 veces por semana a Lod. Esta línea operó durante varios meses, pero se interrumpió cuando se incrementaron las hostilidades de los árabes y el peligro para los pasajeros, que viajaban desde Tel Aviv, el principal centro de población judía, al aeropuerto de Lod a través de zonas de mayoría árabe por via terrestre, se agravó. En 1938, Palestina Airways trasladó su base principal al recién construido aeropuerto de Tel Aviv (que en 1940 pasó a llamarse Sde Dov) y comenzó a operar en la ruta Tel Aviv—Haifa, volando dos veces al día en su de Havilland Rapide. A partir de septiembre de 1938, la ruta se amplió desde Haifa a Beirut.
Palestina Airways cesó sus operaciones en agosto de 1940 cuando la RAF se hizo cargo de su avión para usarlo en el esfuerzo de guerra como avión de transporte y comunicaciones.

## Aeronaves
Inicialmente, en julio de 1937, la aerolínea voló dos monoplanos voladizos bimotor Short Scion de cinco asientos. En 1938 se adquirieron dos aviones adicionales: un de Havilland Dragon Rapide de ocho asientos y una versión terrestre del hidroavión Short Scion Senior de diez asientos (que más tarde, al servicio de la Royal Air Force, se perdió en acción el 22 de septiembre de 1943). Los aviones de mayor envergadura se utilizaron para el servicio a Lárnaca (Chipre) y vuelos chárter a Egipto.
| Aeronave                         | Cantidad | Inicio de operaciones | Fin de operaciones |
| -------------------------------- | -------- | --------------------- | ------------------ |
| Short Scion                      | 2        | 1934                  | 1940               |
| de Havilland DH.89 Dragon Rapide | 1        | 1938                  | 1940               |
| Short S.22 Scion Senior          | 1        | 1938                  | 1940               |